# Berkeley Square (serial telewizyjny)
Berkeley Square (1998) – brytyjski serial obyczajowy stworzony przez Suzanne van de Velde.
Światowa premiera serialu miała miejsce 10 maja 1998 roku na kanale BBC One. Ostatni odcinek został wyemitowany 19 lipca 1998 roku. W Polsce serial nadawany był dawniej na nieistniejącym kanale Wizja Jeden.

## Obsada
- Tabitha Wady jako Lydia Weston
- Rosemary Leach jako Nanny Collins
- Rupert Frazer jako Lord George Lamson-Scribener
- Briony Glassco jako Lady Constance Lamson-Scribener
- Nicholas Irons jako Lord Hugh Lamson-Scribener
- Peter Forbes jako Fowler
- Victoria Smurfit jako Hannah Randall
- Sophie Walker jako Isabel Hutchinson
- Rosalind Knight jako Great-Aunt Effie
- Ruth Sheen jako Nanny Simmons
- Adam Hayes jako Bertie Hutchinson

i inni

## Spis odcinków
| N/o            | Tytuł angielski           |
| -------------- | ------------------------- |
|                |                           |
| SERIA PIERWSZA |                           |
|                |                           |
| 01             | Pretty Maids All in a Row |
|                |                           |
| 02             | Hide And Seek             |
|                |                           |
| 03             | Ladybird, Ladybird        |
|                |                           |
| 04             | All on a Summer's Day     |
|                |                           |
| 05             | A Pocket Full of Posies   |
|                |                           |
| 06             | When the Bough Breaks     |
|                |                           |
| 07             | Gone a'Hunting            |
|                |                           |
| 08             | Who Killed Cock Robin?    |
|                |                           |
| 09             | Wednesday's Child         |
|                |                           |
| 10             | I, Said the Sparrow       |
|                |                           |